# Ansart (Tintigny)
Pour les articles homonymes, voir Ansart.
Ansart (en gaumais Ansât) est un village gaumais de la commune belge de Tintigny, situé en Région wallonne dans la province de Luxembourg.
C'est à Ansart que les eaux de la Rulles se jettent dans la Semois. 